# プリンセスチチブ

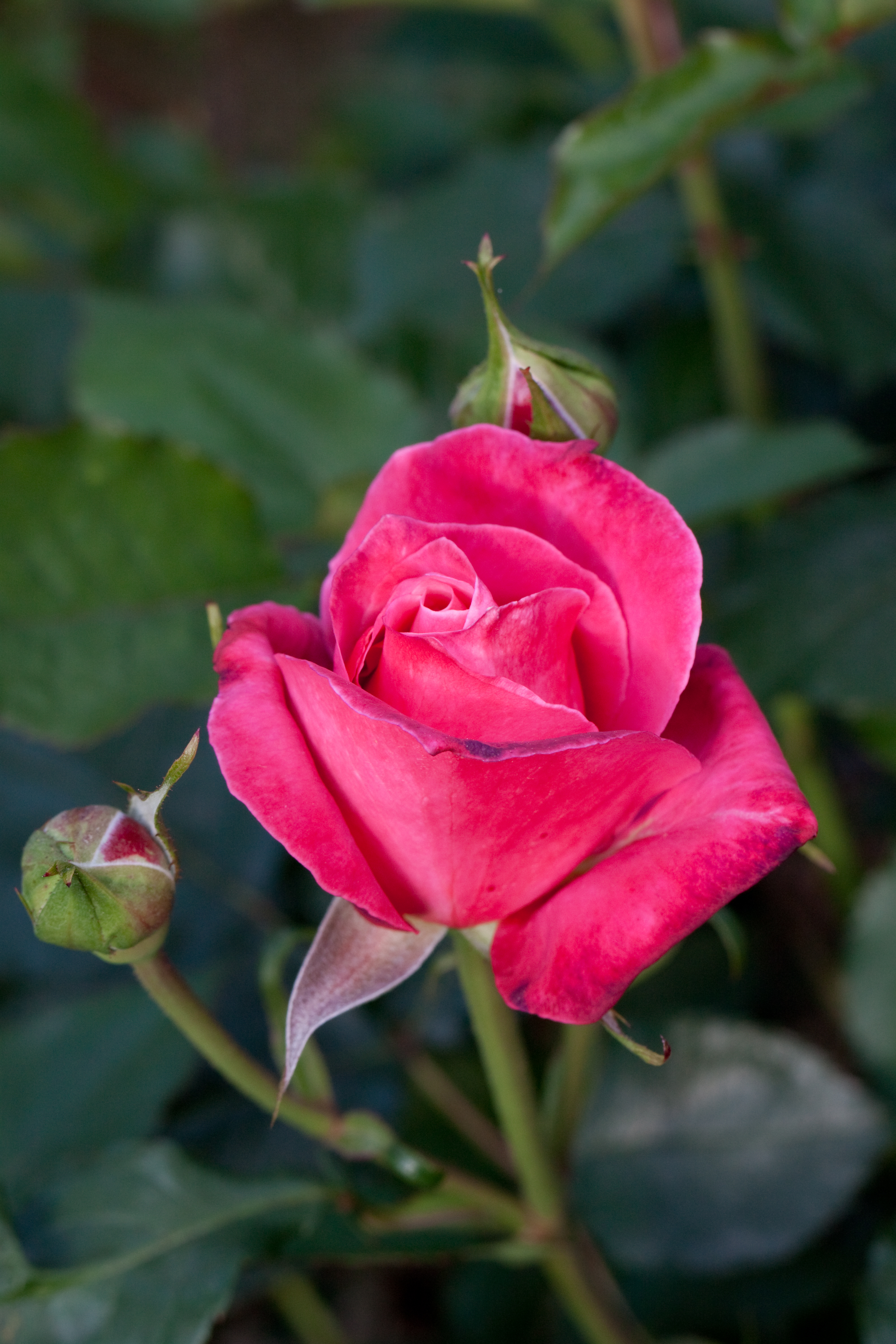
プリンセスチチブ

プリンセスチチブ（Princess Chichibu）は、薔薇の品種名。
1971年にイギリスのJ.ハークネス（J.Harkness）から秩父宮妃勢津子に捧げられた薔薇。
オレンジピンクで2 - 3輪の房咲き。香りは微香。強健で耐病性に優れる品種。